# 豊田幹部交番
豊田幹部交番（とよたかんぶこうばん）は、山口県警長府警察署管内の主要交番。かつては豊田警察署という独立した警察署であった。

## 所在地
- 山口県下関市豊田町殿敷1893番地8

## 管轄区域
- 山口県下関市の豊田地区、菊川地区

## 沿革
- 1880年（明治13年） 赤間関警察署田部分署を西市分署に移転改称。
- 1886年（明治19年）7月 豊浦警察署西市分署に改称。
- 1909年（明治42年）1月 角島村、滝部村、神田村、阿川村を豊浦警察署小串分署へ移管。
- 1926年（昭和2年）7月 西市警察署に改称。
- 1948年（昭和23年）3月 豊浦東地区警察署に改称。
- 1954年（昭和29年）10月 豊田警察署に改称。
- 2007年4月 管轄区域を長府警察署と統合、幹部交番に格下げ。

## 交番
（）の中は所在地。
- 豊田幹部交番（下関市豊田町殿敷）
- 菊川交番（下関市菊川町下岡枝）

## 駐在所
（）の中は所在地。
- 殿居駐在所（下関市豊田町殿居）

## 警察官連絡所
（）の中は所在地。
- 楢崎連絡所（下関市菊川町吉賀）
- 豊田中連絡所（下関市豊田町八道）
- 百合野連絡所（下関市豊田町大河内）

座標: 北緯34度12分06秒 東経131度04分40秒 / 北緯34.20175度 東経131.07775度